# Danilo Rinaldi
Danilo Ezequiel Rinaldi (Conesa, San Nicolás, Argentina, 18 de abril de 1986) es un futbolista argentino nacionalizado sanmarinense. Juega como delantero en Cosmos del Campeonato Sanmarinense de Fútbol y en la selección de San Marino.

## Trayectoria
Rinaldi militó en las categorías inferiores de Chacarita Juniors. Luego, compitió en la Liga Nicoleña de Fútbol con el Club Conesa y General Rojo, de su localidad natal San Nicolás de los Arroyos, y posteriormente en el Torneo Argentino B con Club Social y Deportivo La Emilia. 
A mediados de 2008, viajó a San Marino, invitado por su primo. Siguió su carrera como futbolista en el país europeo, incursionando en su primera división con el SS Virtus, durante dos temporadas.
Después regresó al partido de San Nicolás y jugó otra vez para Conesa hasta 2012, cuando retornó a San Marino y fichó por La Fiorita. Como el fútbol en San Marino es semiprofesional, Rinaldi trabaja por la mañana, entrenando con su club por la tarde. En 2014 es llevado a prueba al Chengdu Blades de la China League One, pero por razones extradeportivas no ficha. Posteriormente recibió una oferta para retornar a la Argentina e incorporarse a Gimnasia y Esgrima de Jujuy, pero el jugador la descartó para regresar a La Fiorita, donde conseguiría el campeonato local.
Después de doce años jugando para La Fiorita, en julio de 2024 fichó con la Società Sportiva Cosmos.

## Selección nacional
Ha sido internacional con San Marino desde 2008. Disputó 51 partidos internacionales, marcando un gol, de penal ante Malta.

## Clubes
| Club                         | País       | Año           |
| ---------------------------- | ---------- | ------------- |
| Chacarita Jrs.               | Argentina  | 2005          |
| Conesa                       | Argentina  | 2006          |
| General Rojo Unión Deportiva | Argentina  | 2006-2007     |
| La Emilia                    | Argentina  | 2007-2008     |
| SS Virtus                    | San Marino | 2008-2010     |
| Conesa                       | Argentina  | 2010-2012     |
| La Fiorita                   | San Marino | 2012-2024     |
| Cosmos                       | San Marino | 2024-presente |

## Palmarés

### Títulos nacionales
| Título                  | Club       | País       | Año  |
| ----------------------- | ---------- | ---------- | ---- |
| Liga Nicoleña de Fútbol | La Emilia  | Argentina  | 2008 |
| Trofeo Federal          | La Fiorita | San Marino | 2012 |
| Copa Titano             | La Fiorita | San Marino | 2013 |
| Torneo San Marino       | La Fiorita | San Marino | 2014 |
| Copa Titano             | La Fiorita | San Marino | 2016 |
| Torneo San Marino       | La Fiorita | San Marino | 2017 |
| Copa Titano             | La Fiorita | San Marino | 2018 |
| Torneo San Marino       | La Fiorita | San Marino | 2018 |
| Supercopa de San Marino | La Fiorita | San Marino | 2018 |
| Copa Titano             | La Fiorita | San Marino | 2021 |
| Supercopa de San Marino | La Fiorita | San Marino | 2021 |
| Torneo San Marino       | La Fiorita | San Marino | 2022 |